# V Congreso del Partido Obrero Socialdemócrata de Rusia
El V Congreso del Partido Obrero Socialdemócrata de Rusia se celebró en 1907 en Londres. Fue el último congreso que celebró el Partido Obrero Socialdemócrata de Rusia con sus fracciones formalmente unidas. Privó a la fracción menchevique de la dirección del partido que había obtenido en el congreso anterior y aprobó en general las mociones presentadas por los bolcheviques.

## Antecedentes
El congreso se celebró antes del golpe de Estado que permitió al primer ministro ruso Piotr Stolypin disolver la Duma y celebrar nuevas elecciones con un censo restringido. El partido, aún sin conocimiento de los planes del primer ministro, parecía fuerte; contaba teóricamente con numerosos afiliados y los partidos socialistas polaco y letón habían ingresado en la organización. Mencheviques y bolcheviques cooperaban, si bien mantenían serias diferencias. Los primeros controlaban tanto el comité central —desde el anterior congreso de abril de 1906— como la fracción de diputados de la Duma.
El partido, sin embargo, estaba en mala situación económica y solo la ayuda financiera de un empresario británico liberal le permitió organizar el congreso en un edificio de la Brotherhood Church.

## Congreso
Al congreso, reunido en Londres, asistieron unos trescientos cincuenta delegados, prácticamente diez veces más que al segundo de 1903. Durante tres semanas (del 30 de abriljul./ 13 de mayogreg. al 19 de mayojul./ 1 de juniogreg.), los delegados debatieron numerosas cuestiones teóricas como la evolución económica, las alianzas entre clases sociales, los pactos electorales, el apoyo a un Gobierno surgido de la Duma o las perspectivas históricas del movimiento. Los bolcheviques contaban con unos noventa delegados favorables, además del apoyo general de los cuarenta y cinco polacos y los veintiséis letones, mientras que los ochenta y cinco delegados mencheviques contaron habitualmente con el respaldo de los cincuenta y cuatro delegados del Bund en las distintas votaciones. La mejor situación financiera, en parte debida a las «expropiaciones» prohibidas en el anterior congreso, les había permitido a los bolcheviques movilizar a sus partidarios y contar así con una ligera mayoría en el congreso.
Mártov, reacio a celebrar el congreso porque estaba convencido de que los bolcheviques deseaban recuperar el control del partido, representó al comité central. Trató de moderar la actitud combativa de los bolcheviques, defendió la celebración de un congreso obrero, el trabajo parlamentario y el acercamiento a los liberales. Logró que fuese rechazada una moción bolchevique a favor de la preparación de un levantamiento armado, que consideraba simplemente un intento de golpe de Estado, algo que el partido no debía aceptar. Por el contrario, abogó por el trabajo en las Cortes y en las organizaciones legales como los sindicatos, los congresos obreros u otras organizaciones ajenas al partido. Propuso además la disolución de la organización militar del partido, a la que acusó de funcionar de manera independiente de este. Criticó también el rechazo de los bolcheviques, Trotski y Luxemburgo a cualquier alianza con los kadetes y su preferencia por los socialrevolucionarios. Los mencheviques deseaban forjar alianzas electorales con los kadetes para tratar de vencer así a los candidatos reaccionarios en algunos distritos electorales.
Trotski defendió su teoría de la revolución permanente —con el concurso de Rosa Luxemburgo, representante de los socialistas polacos—, criticó la inclinación menchevique a la alianza con los kadetes y propugnó una alianza entre el proletariado urbano y el campesinado. Lenin, que compartía la idea de la alianza expuesta por Trotski, trató en vano de atraer a este a sus filas, pero Trotski prefirió abogar por la unidad de las fracciones. Este se opuso, sin embargo, a vetar la convocatoria de un congreso obrero, que aquellos que lo rechazaban veían simplemente como el germen de una organización rival al partido. Plejánov defendió también la convocatoria del congreso. Axelrod, que había defendido la agitación a favor del congreso obrero durante meses, volvió a hacerlo en el congreso, tachando al partido de mero grupúsculo de intelectuales de la pequeña burguesía que necesitaba de profundas reformas para convertirse en un verdadero partido proletario. Los oradores bolcheviques rechazaron el análisis de Axelrod —que contó con el respaldo general menchevique—, al que acusaron de desconocer la situación real del partido en Rusia.
Lenin criticó además las alianzas electorales de los mencheviques con los liberales en San Petersburgo que, sostenía, habían dividido el voto socialista.
Aunque Lenin contaba con un apoyo mayoritario entre los delegados, el congreso aprobó la condena de las «expropiaciones» —asaltos llevados a cabo por bandas bolcheviques, especialmente en el Cáucaso—, que los mencheviques veían como simples actos de terrorismo al estilo de los populistas rusos o de bandidaje. El congreso los prohibió por ciento setenta votos a treinta y cinco, con cincuenta y dos abstenciones. En el resto de asuntos que trató el congreso, sin embargo, los bolcheviques impusieron su posición: se rechazó la convocatoria de un congreso obrero —por ciento sesenta y cinco votos a noventa y cuatro, con veintiuna abstenciones— y la alianza con los kadetes, tildados de contrarrevolucionarios; en su lugar, el partido se mostraba dispuesto a tratar con los socialrevolucionarios, los socialistas populares o los trudovikí; la Duma debía utilizarse únicamente como foro propagandístico y no para favorecer reformas, a la vez contra el Gobierno y contra los liberales.
La composición del comité central y de la publicación oficial del partido (Socialdemócrata) quedó muy equilibrada: Lenin solo contaba con mayoría si obtenía el respaldo de los representantes polacos, letones y del Bund. En todo caso, el congreso puso fin al dominio menchevique de la dirección y a las esperanzas de estos de dedicar el partido a actividades parlamentarias y legales, a apoyar la formación de otras organizaciones ajenas a él que atrajesen a los trabajadores y a dar a la formación un carácter más parecido al de los partidos socialistas de Europa occidental.
Dos semanas después, el golpe de Estado de Stolypin del 3 de juniojul./ 16 de juniogreg. acabó con gran parte de las posibilidades de acción legal que habían defendido los mencheviques —el primer ministro disolvió la Duma, restringió el censo, arrestó a los diputados socialistas y a cientos de activistas e impuso notables limitaciones a la libertad de prensa y a las actividades sindicales— y obligó al partido a permanecer fundamentalmente en la clandestinidad.
Por su parte, Lenin y sus partidarios continuaron con los asaltos y acciones armadas a pesar de la moción contraria aprobada en el congreso.